# Giovonnie Samuels
Giovonnie Lavette Samuels (* 10. November 1985 in San Diego, Kalifornien) ist eine US-amerikanische Schauspielerin.

## Karriere
Giovonnie Samuels begann ihre Auftritte in der Comedy-Sendung All That im Jahre 2001. Schnell wurde sie dort zu einer der beliebtesten Darstellerinnen, neben Jamie Lynn Spears und anderen. Samuels spielte auch in Episoden von Raven blickt durch als Ravens Cousine Betty Jane. Sie spielte auch bei Boston Public.
Samuels synchronisierte für Bill Cosbys Zeichentrickserie Fatherhood, die bei NICK Comedy lief. 2006 trat sie im Film Girls United – Alles oder Nichts auf, dem dritten Girls-United-Film. Als Statistin war sie in Raven-Symonés „Backflip“-Video und im Film Freedom Writers (2007) zu sehen. Sie spielte auch im Film Christmas At Water’s Edge mit. Im Juli 2007 bekam sie eine Nebenrolle in der Serie Hotel Zack & Cody. Dort spielte sie Nia Moseby, die Nichte von Marion Moseby. Samuels vertrat damit Ashley Tisdale, die wegen der Dreharbeiten zu High School Musical 2 abwesend war.

## Filmografie (Auswahl)

### Filme
- 2004: Christmas at Water’s Edge
- 2005: Dinner for One
- 2006: Be the Man
- 2007: Girls United – Alles oder Nichts (Bring It On: All or Nothing)
- 2007: Choices
- 2007: Freedom Writers
- 2015: Harbinger Down

### Fernsehserien
- 2001: Boston Public (eine Folge)
- 2000–2004: All That (24 Folgen)
- 2004–2005: Fatherhood (24 Folgen)
- 2005: Raven blickt durch (That’s So Raven, zwei Folgen)
- 2007–2008: Hotel Zack & Cody (The Suite Life of Zack & Cody, sieben Folgen)